# Langar (ort i Iran)
Langar (persiska: Bābā Langar, لنگر) är en ort i Iran.   Den ligger i provinsen Khorasan, i den nordöstra delen av landet, 600 km öster om huvudstaden Teheran. Langar ligger 1 474 meter över havet och antalet invånare är 109.
Terrängen runt Langar är kuperad åt nordväst, men åt sydost är den platt. Terrängen runt Langar sluttar söderut. Runt Langar är det ganska tätbefolkat, med 56 invånare per kvadratkilometer. Närmaste större samhälle är Qanbar Bāghī, 8,8 km väster om Langar. Omgivningarna runt Langar är i huvudsak ett öppet busklandskap.